# Cumulopuntia galerasensis
Cumulopuntia galerasensis ist eine Pflanzenart in der Gattung Cumulopuntia aus der Familie der Kakteengewächse (Cactaceae). Das Artepitheton galerasensis verweist auf das Vorkommen der Art bei Galeras.

## Beschreibung
Cumulopuntia galerasensis bildet kleine dichte Polster. Die ellipsoiden, etwas gehöckerten Triebabschnitte sind bis zu 4 Zentimeter lang und ausladend bedornt. Aus den großen Areolen entspringen bis zu zwölf orangebraune, kräftige, nadelige, aufrechte oder ausgebreitete, gerade oder gebogene Dornen, die bis zu 5 Zentimeter lang sind.
Die zitronengelben Blüten weisen eine Länge von bis zu 5 Zentimeter auf. Ihr Perikarpell ist nahe dem Rand bedornt. Die kugelförmigen Früchte sind entlang des Randes mit aufrechten, bis zu 4 Zentimeter langen Dornen besetzt.

## Verbreitung und Systematik
Cumulopuntia galerasensis ist in der peruanischen Region Ayacucho verbreitet.
Die Erstbeschreibung erfolgte 1981 durch Friedrich Ritter. Ein nomenklatorisches Synonym ist Opuntia galerasensis (F.Ritter) D.R.Hunt (1997).

## Nachweise